# 職業能力開発校木匠塾
職業能力開発校木匠塾（しょくぎょうのうりょくかいはつこうもくしょうじゅく）は、職業訓練法人木匠職業訓練協会（2000年（平成12年）設立）が運営する職業能力開発校である。職業能力開発促進法に基づく認定職業訓練による職業訓練施設として2001年（平成13年）に設置された。岐阜県中津川市にある。

## 目的と思想
木匠塾は、地元の森林・林業、木材産業関係者の思いを集約して、伝統的な木材利用に関する技術や文化を、次代を担う若者に伝えたいという思想をもっている。現場実践を重視し、地域の木材産業を中心とした地域社会の発展・向上に資する人材の育成を目指す。

## 訓練内容

### 概要
普通職業訓練普通課程（訓練期間1年、総訓練時間1,744時間）を実施している。訓練科は、建築施工系木造建築科である。

### 対象者
高等学校卒業者程度以上、かつ、建築関連企業において一定の勤務経験を有する者とする。定員30名。

### カリキュラム
以下のカリキュラムがある。
- 基礎学科

建築概論、構造力学、建築構造、建築計画、建築生産、建築設備、測量、建築製図、安全衛生、関係法規、健康住宅、木質構造、木造建築材料、規矩術、工作法、木造建築施工法、使用及び積算
- その他

森林環境学概論、森林フィールドワーク
- 実習

機械操作、測量・安全衛生作業法、建築CAD、器工具使用法、工作、木造建築施工

## 対外関係
2002年から毎年、岐阜県立森林文化アカデミーより委託を受けインターンシップを行っている。
2007年、2008年には、名古屋建築技能大学校（職業訓練法人愛知県建設センターが運営）と合同実習を行っている。

## 所在地
- 岐阜県中津川市千旦林1417-26

## 交通
- JR中央本線 美乃坂本駅を下車して徒歩で北へ800m
- 中央自動車道の中津川インターチェンジ下りて国道19号線を恵那方面へ向かい旭交差点を右折し約10分
- 中央自動車道の恵那インターチェンジ下りて国道19号線を中津川方面へ向かい三坂交差点を左折し約10分